# Enceinte de Sisteron
L'enceinte de Sisteron est une enceinte située à Sisteron, en France.

## Localisation
L'enceinte est située sur la commune de Sisteron, dans le département français des Alpes-de-Haute-Provence.

## Historique
L'édifice est classé au titre des monuments historiques en 1875.